# Església de Santa Llogaia del Terri
L'Església de Santa Llogaia del Terri és una obra amb elements renaixentistes i barrocs de Cornellà del Terri (Pla de l'Estany) inclosa a l'Inventari del Patrimoni Arquitectònic de Catalunya.

## Descripció

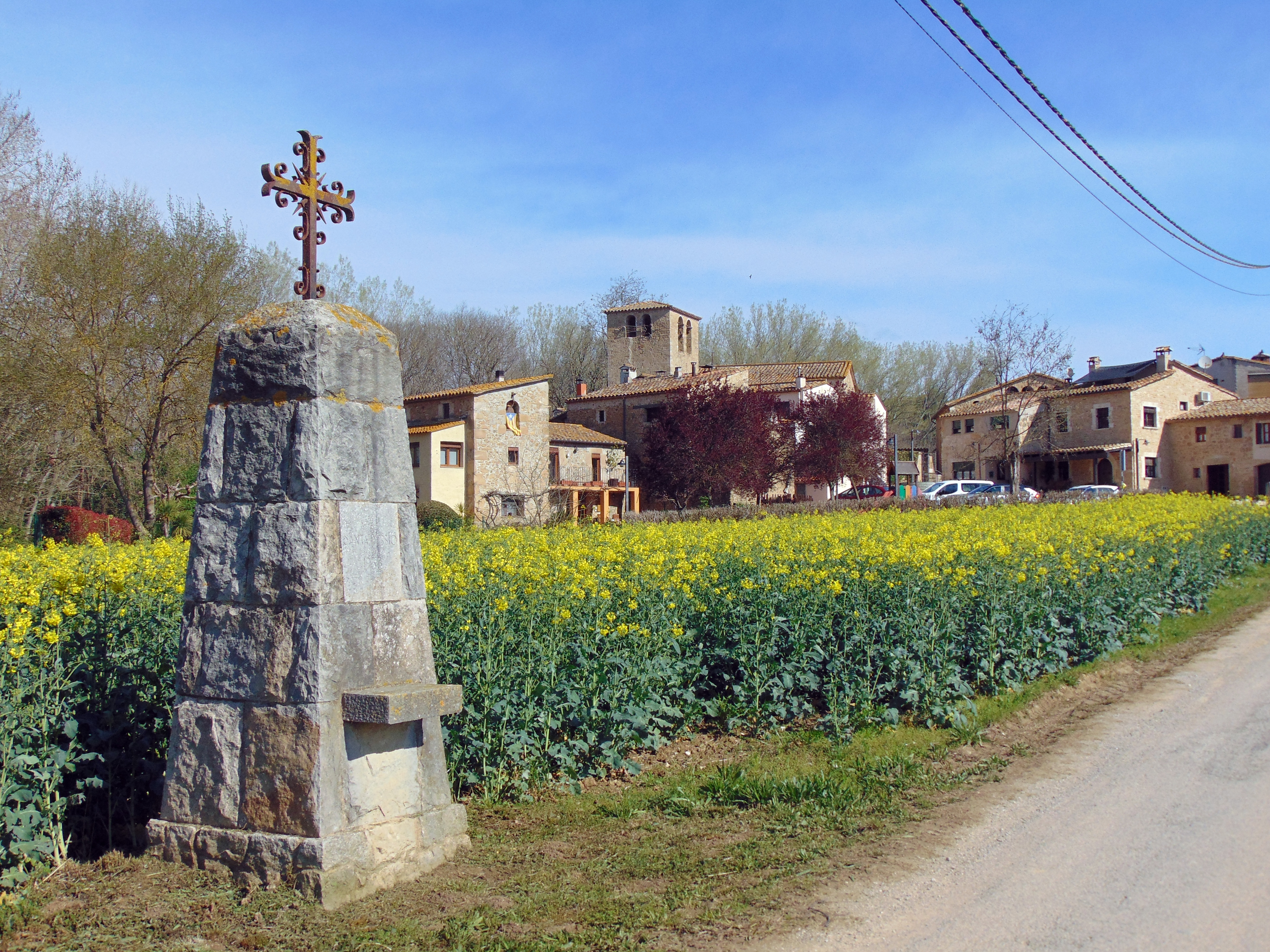
Des del Creuer de la Santa Missió

Església romànica de nau única. La planta és de forma rectangular amb absis i quatre capelles laterals de construcció posterior. Les parets portants són de maçoneria amb carreus a les cantonades. A les façanes apareixen restes d'arrebossat. La nau és coberta amb una volta de canó de pedruscall, a sobre hi ha la teulada feta amb cairats, llates i teula àrab, és a dues vessants. El ràfec és de tres fileres, combinació de teula i rajol pla. La porta d'accés és d'estil renaixentista i està emmarcada amb carreus i llinda de pedra d'una sola peça tots ells emmotllurats. A la part central de la llinda hi ha una fornícula amb la imatge. El campanar és de planta quadrada amb obertures en forma d'arc de mig punt a la part superior i coberta de teula a una vessant. Les parets interiors estan recobertes amb pintures imitant carreus i medallons, possiblement del segle xviii.

### Porta renaixentista

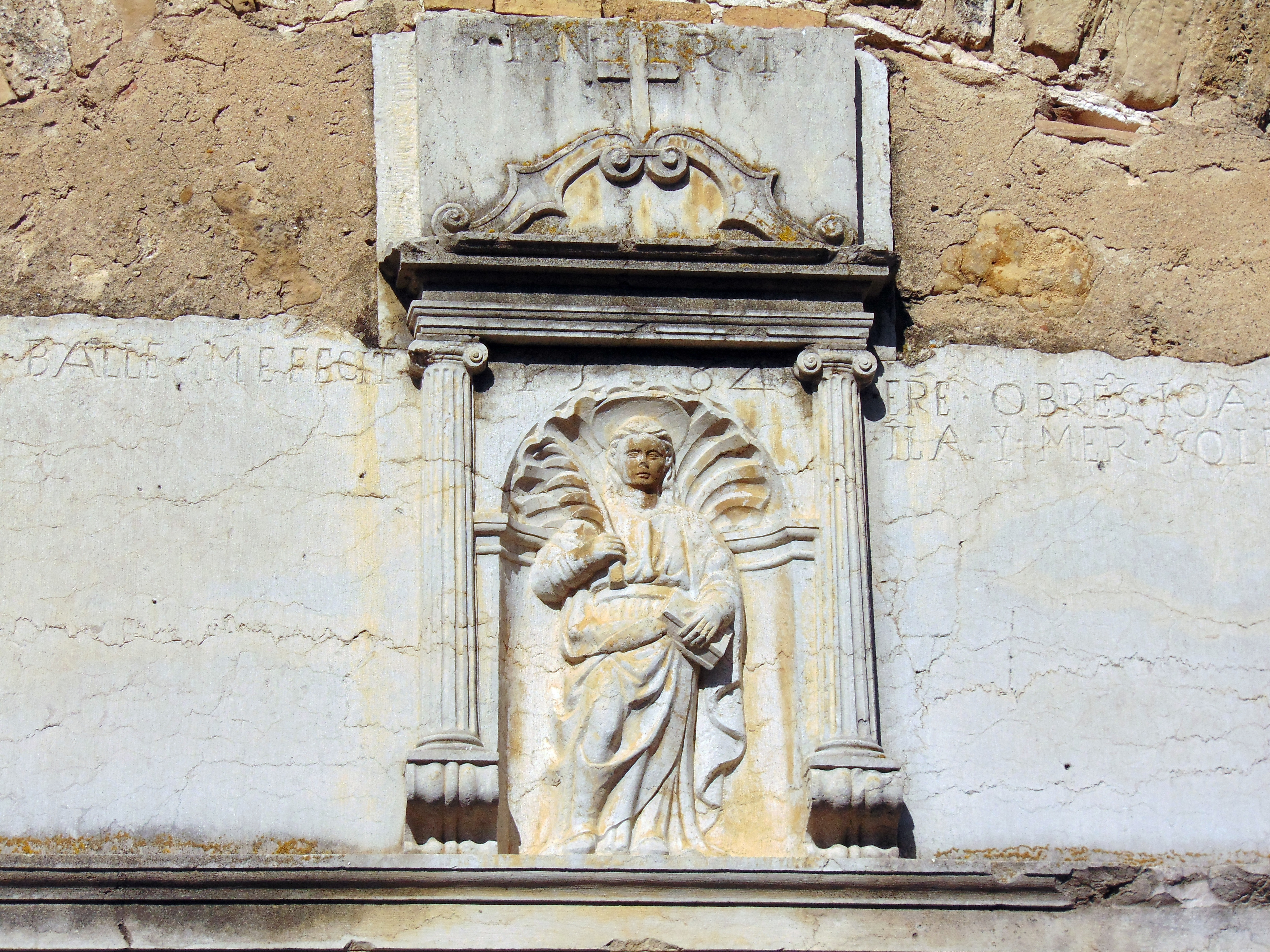
Detall de la porta

La llinda és de pedra calcària d'una sola peça, motllurada. Al centre presenta una fornícula renaixentista esculpida a la pedra i ocupada per una imatge, possiblement de Santa Llogaia. Els brancals són fets amb carreus de pedra calcària de diferents mides, també motllurats.
Hi ha una inscripció: ANTONI. BATLLE. ME. FECIT. ERE. OBRES. IOA. MILA. ALS. ILA. Y. MER. SOLER.
A la fornícula i sobre la imatge hi ha l'any 1584.

## Història
Originàriament l'edifici era romànic, però ha estat molt modificat al llarg dels segles. L'any 1528 es va construir el cor i es va cobrir la torre. El 1545 es va recobrir l'església. El 1556 s'erigí l'altar de la Verge Maria a on, el 1558, s'hi va col·locar un retaule pintat per Vicenç Sabrià de Girona. A l'interior es conserva una pila baptismal romànica.
En el seu interior hi havia una creu d'estil plateresc, un reliquiari d'argent i un encenser, tots tres del segle xvi. Del segle xviii hi havia una creu, una custòdia d'argent en forma de sol i un calze molt elaborat. Totes aquestes peces actualment es troben al Museu d'Art de Girona.